# Pedro Amorim
Pedro Caminha Amorim (* 20. Juli 1958 in Rio de Janeiro) ist ein brasilianischer Mandolinist, Gitarrist und Komponist. Sein bevorzugtes Genre ist die Musik des Choro.

## Leben und Wirken
Bevor er sich professionell der Musik zuwandte, arbeitete der musikalische Autodidakt als Sportlehrer. Unter dem Einfluss von Jacob do Bandolim und Rossini Ferreira wandte sich der Mandolinist und Gitarrist der Choromusik zu. Er debütierte als Mitglied der Gruppe Nó em Pingo D´água, mit der er ein Album zum 100. Geburtstag von João Pernambuco 1993 einspielte. Im gleichen Jahr gründete er mit Maurício Carrilho und Paulo Sérgio Santos das O Trio, mit dem er in Paris das gleichnamige Album einspielte. Das Album wurde mit zwei Sharp-Preisen in der Kategorie Instrumentalmusik ausgezeichnet.
Nach einem weiteren Album mit dem O Trio und Teca Calazans und einem Soloalbum nahm er mit Maria Teresa Madeira das Album Sempre Nazaré. Als Instrumentalist arbeitete er u. a. mit Beth Carvalho, Chico Buarque und Nei Lopes zusammen. Außerdem komponierte er für Paulo César Pinheiro, Nelson Sargento, Maurício Carrilho, Délcio de Carvalho und Zorba Devagar.
1998 nahm er mit Déo Rian, Bruno Rian, Ronaldo do Bandolim, Isaías, Joel Nascimento, Reco do Bandolim, Hamilton de Holanda, Jorge Cardoso und Rossini Ferreira das Album Os bambas do bandolim auf. 2000 wirkte er neben Paulo Sérgio Santos und Zezé Gonzaga an der Show Do chorinho ao samba unter Leitung von Ricardo Cravo Albin mit. 
2001 wirkte er im Rahmen des Projektes Brasileirinho, o choro de um século depois mit Maurício Carrilho, Jorginho do Pandeiro und Luciana Rabello und den Gästen Henrique Annes und Jacaré an der Show Homenagem a Luperce Miranda, João Pernambuco e ao choro pernambucano im Kulturzentrum der Banco do Brasil mit.

## Diskographie
- O Trio, 1993
- Samba de Bamba, 1994
- Pedro Amorim toca Luperce Miranda, 1995
- Sempre Nazaré, 1997
- Os bambas do bandolim, 1998
- Violão tenor, 2001
- Chorinho, 2001